# Alex Pama
Alex Pama (Bethesda, 23 november 1972) is een Amerikaans voetbalcoach en voetbalbestuurder.
Op vierjarige leeftijd vertrok Pama met zijn familie naar Den Helder. Dit vanwege het werk van zijn vader: deze was marineofficier. Op 22-jarige leeftijd verhuisde hij weer naar de Verenigde Staten waar hij later bondscoach van Arkansas werd. Later vertrok hij naar Atlanta waar hij gedurende zes jaar zijn eigen voetbalschool exploiteerde. In de zomer van 2006 werd Pama aangesteld als algemeen directeur van SC Cambuur. Onder zijn leiding werkte de club zich op tot een top 5-club in de Eerste divisie. In 2009 promoveerde de club net niet naar de Eredivisie: in een strafschoppenserie bleek Roda JC sterker. Bij Cambuur vertrok hij, na het overlijden van geldschieter en persoonlijke vriend Jan Riedstra en vanwege familieredenen, in januari 2011. In 2013 werkte Pama voor een Amerikaans sportmarketingbureau. Voor zijn tijd bij SC Cambuur. Hij bekleedde tevens diverse bestuursfuncties binnen de KNVB en Jupiler League.
Pama werkt als trainer-coach van Life University in Atlanta.